# 玉米峨螺
玉米峨螺（学名：Enzinopsis menkeana），是新腹足目峨螺科Enzinopsis属的一种。主要分布于越南、台湾，常栖息在潮间带岩礁。